# مالکیت رسانه‌های گروهی در ایالات متحده آمریکا
مالکیت انبوه رسانه‌ها مالکیت چندین کسب و کار رسانه‌ای گروهی از سوی یک فرد یا ابرشرکت است. این کسب و کارها ممکن است شامل تلویزیون آنتنی یا کابلی، فیلم، رادیو، روزنامه، مجله، انتشار کتاب، موسیقی، بازیهای کامپیوتری و دیگر بنگاه‌های آنلاین است. بسیاری از مباحثات بر سر تمرکز مالکیت رسانه‌ای در آمریکا سالهاست مشخصاً بر مالکیت ایستگاه‌های پخش تلویزیون، کابلی، روزنامه‌ها و وبسایت‌ها بوده است.

## مالکان رسانه‌های آمریکایی
در طول زمان میزان ادغام‌های شرکت‌های رسانه‌ای زیاد شده و تعداد رسانه خبری افزایش یافته است. این بدان معناست که شرکت‌های کمتری تعداد رسانهٔ بیشتری دارند و مالکیت متمرکزتر شده است. در ۱۹۸۳، ۵۰٪ رسانه‌های را ۵۰ شرکت در کنترل داشتند، امروز ۹۰٪ رسانه‌ها را تنها ۵ شرکت در کنترل دارند؛
| شرکت                | رسانه‌های خبری | درآمد (2015)   |
| ------------------- | --- | -------------- |
| کامکست              | هلدینگ‌ها شامل: ان‌بی‌سی یونیورسال، ان‌بی‌سی و تلموندو، یونیورسال استودیوز، ایلومینیشن اینترتینمنت، فوکس فیچرز، دریم‌ورکس انیمیشن، ۲۶ شبکه تلویزیونی در آمریکا ایالات متحده آمریکا و شبکه‌های کابلی یواس‌ای نتورک، Bravo, سی‌ان‌بی‌سی، The Weather Channel, ام‌اس‌ان‌بی‌سی، سای‌فای، NBCSN, Golf Channel, Esquire Network, ئی!, چیلر (شبکه تلویزیونی), Universal HD و NBC Sports Regional Networks. کامکست همچنین مالک فیلادلفیا فلایرز است گرچه یک شرکت دختر مستقل است. ببینید: List of assets owned by Comcast.                | $۸۰٫۴۰ میلیارد |
| شرکت والت دیزنی     | هلدینگ‌ها شامل: شرکت پخش رسانه‌ای آمریکا، شبکه‌های کابلی ای‌اس‌پی‌ان، شبکه دیزنی، Disney XD, شبکه ای‌اندئی و لایف‌تایم، در حدود ۳۰ شرکت تولید فیلم، ایستگاه رادیویی، بازی. تاچ‌استون پیکچرز، مارول اینترتینمنت، لوکاس فیلم، والت دیزنی پیکچرز، پیکسار، توسعه دهنده اپ موبایل Disney Mobile, Disney Consumer Products and Interactive Media, و شهر بازی در کشورهای مختلف. شراکت با هرست کورپوریشن، که شبکه‌های دیگری دارد. ببینید: List of assets owned by Disney.                                                          | $۵۲٫۴۶ میلیارد |
| فاکس قرن ۲۱         | هلدینگ‌ها شامل: شبکه رسانه‌ای فاکس، شبکه‌های کابلی فاکس نیوز، شبکه فاکس بیزنس، Fox Sports 1, Fox Sports 2, شبکه نشنال جئوگرافیک، نشنال جئوگرافیک وایلد، اف‌ایکس, FXX, FX Movie Channel, و شبکه‌های محلی Fox Sports Networks ; شرکت‌های تولید فیلم فاکس قرن بیستم، فاکس سرچلایت پیکچرز و بلو اسکای استودیو. ببینید: List of assets owned by 21st Century Fox | $۲۸٫۹۸ میلیارد |
| تایم وارنر          | سابقاً بزرگترین شرکت خوشه‌ای رسانه‌ای جهان شامل: سی‌ان‌ان، سی‌دابلیو (یک مشارکت انتفاعی با سی‌بی‌اس), اچ‌بی‌او، Cinemax, کارتون نت‌ورک/ادالت سویم، HLN, NBA TV, TBS, TNT, TruTV, تی‌سی‌ام، برادران وارنر، کسل راک انترتینمنت، دی‌سی کامیکس، وارنر برادرز. اینتراکتیو انترتینمنت، و نیو لاین سینما. ببینید: List of assets owned by Time Warner. | $۲۸٫۱۱ میلیارد |
| National Amusements | (CBS Corp) هلدینگ‌ها شامل: سی‌بی‌اس و سی دابلیو (ابتکار مشترکی با تام وارنر), شبکه‌های کابلی CBS Sports Network, شبکه‌های شوتایم، Pop; 30 ایستگاه تلویزیونی؛ CBS Radio, Inc., که ۱۳۰ شبکه رادیویی دارد؛ استودیوهای تلویزیونی سی‌بی‌اس; ناشر کتاب سایمون اند شوستر. (وایکام) هلدینگ‌ها شامل:ام‌تی‌وی، نیکلودئون/Nick at Nite, TV Land, وی‌اچ‌وان، BET , CMT, کمدی سنترال، لوگو (شبکه تلویزیونی), Spike, پارامونت پیکچرز، و Paramount Home Entertainment. ببینید: List of assets owned by CBS, List of assets owned by Viacom. | $۲۷٫۱۵ میلیارد |